# Alexei Yagudin
Alexei Konstantinovich Yagudin (em russo:  Алексей Константинович Ягудин; Leningrado, RSFS da Rússia, 18 de março de 1980) é um ex-patinador no gelo russo.
Venceu o Campeonato do Mundo de Patinagem no Gelo por quatro vezes das seis vezes que participou, sendo que nas outras duas ficou em segundo e terceiro lugares, e é considerado um dos melhores e maiores patinadores no gelo de todos os tempos.
Na sua infância foi treinado por Alexei Mishin e, em 1998, passou a ser treinado por Tatiana Tarasova, também russa, com quem ganhou grande parte dos seus títulos.
Alexei Yagudin teve o seu momento máximo em 2002, quando foi o primeiro patinador do mundo a ganhar todas as competições do grande Trio (Triple Crown ou Grand Slam), correspondente ao Grand Slam do ténis: o Campeonato do Mundo de Patinagem em Gelo, o Campeonato Europeu de Patinagem em Gelo e o Grand Prix. No mesmo ano foi campeão olímpico, em Salt Lake City, nos Estados Unidos da América, como representante da Rússia.
Em 2003 teve uma retirada forçada devido a uma complicação congénita na anca. Apresentou-se na formação Estrelas no Gelo até 2007.

## Principais resultados
| Resultados | Resultados    | Resultados    | Resultados      | Resultados        | Resultados       | Resultados       | Resultados       | Resultados       | Resultados        | Resultados    | Resultados    | Resultados    |
| Internacional | Internacional | Internacional | Internacional   | Internacional     | Internacional    | Internacional    | Internacional    | Internacional    | Internacional     | Internacional | Internacional | Internacional |
| Evento/Temporada | 1993– 1994    | 1994– 1995    | 1995– 1996      | 1996– 1997        | 1997– 1998       | 1998– 1999       | 1999– 2000       | 2000– 2001       | 2001– 2002        | 2002– 2003    |               |               |
| --- | ------------- | ------------- | --------------- | ----------------- | ---------------- | ---------------- | ---------------- | ---------------- | ----------------- | ------------- | ------------- | ------------- |
| Jogos Olímpicos |               |               |                 |                   | 5.º              |                  |                  |                  | Medalha de ouro   |               |               |               |
| Campeonato Mundial |               |               |                 | Medalha de bronze | Medalha de ouro  | Medalha de ouro  | Medalha de ouro  | Medalha de prata | Medalha de ouro   |               |               |               |
| Campeonato Europeu |               |               | 6.º             | 5.º               | Medalha de ouro  | Medalha de ouro  | Medalha de prata | Medalha de prata | Medalha de ouro   |               |               |               |
| GP Grand Prix Final |               |               |                 | 5.º               | 4.º              | Medalha de ouro  |                  | Medalha de prata | Medalha de ouro   |               |               |               |
| GP Cup of Russia |               |               |                 | Medalha de prata  | Medalha de ouro  |                  |                  |                  |                   |               |               |               |
| GP Nations Cup |               |               |                 | Medalha de bronze |                  | Medalha de ouro  |                  |                  |                   |               |               |               |
| GP Skate America |               |               |                 | Medalha de bronze |                  | Medalha de ouro  | Medalha de ouro  | Medalha de prata |                   | WD            |               |               |
| GP Skate Canada International |               |               |                 |                   |                  |                  | Medalha de ouro  | Medalha de ouro  | Medalha de ouro   |               |               |               |
| GP Trophée Lalique |               |               |                 |                   | Medalha de ouro  | Medalha de ouro  | Medalha de ouro  | Medalha de ouro  | Medalha de ouro   |               |               |               |
| Finlandia Trophy |               |               |                 |                   | Medalha de ouro  |                  |                  |                  |                   |               |               |               |
| Jogos da Boa Vontade |               | 8.º           |                 |                   |                  |                  |                  |                  | Medalha de bronze |               |               |               |
| Nations Cup |               | 8.º           |                 |                   |                  |                  |                  |                  |                   |               |               |               |
| Skate Israel |               |               |                 |                   | Medalha de ouro  |                  |                  |                  |                   |               |               |               |
| Internacional – Júnior |               |               |                 |                   |                  |                  |                  |                  |                   |               |               |               |
| Campeonato Mundial Júnior | 4.º           |               | Medalha de ouro |                   |                  |                  |                  |                  |                   |               |               |               |
| Blue Swords |               |               | Medalha de ouro |                   |                  |                  |                  |                  |                   |               |               |               |
| Nacional |               |               |                 |                   |                  |                  |                  |                  |                   |               |               |               |
| Campeonato Russo | 5.º           | 5.º           | 4.º             | Medalha de bronze | Medalha de prata | Medalha de prata | Medalha de prata | Medalha de prata |                   |               |               |               |
| |               |               |                 |                   |                  |                  |                  |                  |                   |               |               |               |
| Legenda: GP = Grand Prix; WD = Abandonou; Competição não foi disputada nesta temporada; Competição não fez parte do GP/CS; Competição fez parte do GP/CS |               |               |                 |                   |                  |                  |                  |                  |                   |               |               |               |